# Alexandru Repan
Alexandru Repan (n. 26 februarie 1940, București, România) este un actor român.

## Biografie
S-a născut la 26 februarie 1940 în București „undeva pe Bulevardul Pache Protopopescu”, din părinții Alexandru și Marghit, mici burghezi, tatăl fiind profesor de lucru manual, iar mama, casnică
„Viaţa mea a fost aproape sub semnul destinului ! Pentru că într-o iarnă a anului 1939, undeva pe Bulevardul Pache Protopopescu, o femeie află că a rămas însărcinată şi imediat s-a dus la Biserica Mătăsari. Se aşează în genunchi în faţa altarului şi îl roagă pe Dumnezeu trei dorinţe: „Doamne, fă să fie băiat, să fie frumos şi să se facă actor!”. În februarie 1940, acea femeie m-a născut pe mine. Deci obişnuiesc să spun că am 82 de ani de viaţă şi 83 de ani de teatru.”—Alexandru Repan, invitat în cadrul emisiunii „Reţeaua de idoli”, 15 noiembrie 2021
A absolvit liceul la 16 ani după care a urmat cursurile Facultății de Istorie, răstimp în care a jucat și a montat spectacole la Casa de Cultură a Studenților. În 1961, după absovirea Facultății de istorie, a devenit student la Institutul de Artă Teatrală și Cinematografică, la clasa Moni Ghelerter și Zoe Anghel. În 1965 a debutat scenic la Teatrul din Brașov însă, după puțin timp este angajat la Teatrul Barbu Ștefănescu Delavrancea din București unde rămâne până în 1969. În 1969, a fost remarcat de Horia Lovinescu, în urma unui recital de poezie la televiziune, care l-a invitat să joace într-un spectacol alături de Ștefan Iordache, Ovidiu Iuliu Moldovan și Gilda Marinescu (Și eu am fost în Arcadia de Horia Lovinescu, în regia lui Dan Nasta) și să se angajeze la Teatrul Nottara. În 1962 a debutat cinematografic în pelicula Vacanța la mare în regia lui Andrei Călărașu.
A fost realizator și amfitrion al proiectului Cafeneaua lui Repi în cadrul Programului Vedeta de lângă tine, al Teatrului Nottara.
Actorul Alexandru Repan a fost decorat la 13 decembrie 2002 cu Ordinul național Serviciul Credincios în grad de Cavaler, alături de alți actori, pentru devotamentul și harul artistic puse în slujba teatrului romanesc, cu prilejul împlinirii unui veac și jumătate de existență a Teatrului Național din București.

## Controverse
În aprilie 2011, Alexandru Repan a fost acuzat de CNSAS că a fost recrutat de Securitate încă din 1974, sub numele conspirativ “Hans”, probându-se că a turnat colegi de serviciu sau cunoștințe de-ale sale, care astfel au avut de suferit.

## Filmografie
- Bună seara, domnule Wilde! (TV) / - Wilde
- Vacanță la mare (1963)
- Casa neterminată (1964)
- Ziariștii (TV) / (1969) - Toth
- Mihai Viteazul (1971)
- Răzbunarea (1972) - voce Frisco Kid
- Pentru că se iubesc (1972)
- Ciprian Porumbescu (1973) - Mihai Eminescu
- Constantin Brâncoveanu (1974)
- Bălcescu (TV) / (1974)
- Cantemir (1975) - Dimitrie Cantemir
- Mușchetarul român (1975) - Dimitrie Cantemir
- Nunta însângerată (TV) / (1976)
- Casa de la miezul nopții (1976)
- Războiul Independenței (Serial TV) / Războiul Independentei (1977) - Carol Davila
- Egmont (TV) / (1977)
- Aurel Vlaicu (1978) - prințul Valentin Bibescu
- Pentru patrie (1978) - gen. doctor Carol Davilla
- Vlad Țepeș (1979) - sultanul Mahomed al II-lea
- Clipa (1979)
- Brațele Afroditei (1979)
- Am fost șaisprezece (1980)
- Burebista (1980)
- Saltimbancii (1981)
- Lumini și umbre: Partea I / Lumini și umbre (1981) - Ninel-Lenin
- Lumini și umbre: Partea II (1982) - Ninel-Lenin
- Calculatorul mărturisește (1982)
- Un saltimbanc la Polul Nord (1982)
- Fram (1983)
- Un saltimbanc la Polul Nord (1984)
- Horea (1984) - împăratul Iosif al II-lea
- Rîdeți ca-n viață (1985)
- Masca de argint (1985) - bancherul Troianoff
- Colierul de turcoaze (1986) - bancherul Troianoff
- Luminile din larg (1986)
- Bătălia din umbră (1986)
- Cuibul de viespi (1987) - Al. Popescu
- Vulcanul stins (1987)
- Hanul dintre dealuri (1988)
- Rochia albă de dantelă (1989)
- Momentul adevărului (1989)
- Dreptatea (1989)
- Trahir (1993) - Inspectorul
- Polul Sud (1993)
- Passion Mortelle (1995) - Mattei
- Peur blanche (1998) - Professeur Mangin
- Le record (1999)
- Faimosul paparazzo (1999)
- Nici o întâmplare (2000)
- Manipularea (2000)
- Entre chiens et loups (2002) - Kalhine
- Amen (2002) - Cardinal
- Sindromul Timișoara - Manipularea (2004)
- Vocea inimii (2006) - Mircea Popovici
- Feher tenyer / Palme albe (2006)
- Youth Without Youth] / Tinerețe fără tinerețe (2007) - Dr. Chavannes
- Cu un pas înainte (2007) - Peter Dinescu (1 episod, 2008)
- La soluzione migliore / E mai bine așa (2010) - prof. Dumitrescu
- Spitalul de demență (2012) - Senatorul Bularga
- Apostolul Bologa (2018) - Iosif Bologa
- Cardinalul (2019) - Iuliu Maniu bătrân